# Skärgårdsfregatt
En skärgårdsfregatt var en (oftast) tremastad segel- och roddfartygstyp i den svenskaskärgårdsflottan. Den tillverkades ungefär som en då vanlig fregatt, med kraftig bestyckning men utformad för att lättare kunna ta sig fram och strida i skärgårdsmiljö. Den utvecklades bland annat för användning i den östra delen av det svenska riket – nuvarande Finland. 
Skärgårdsfregatterna, som både kunde ros eller seglas, började byggas runt 1760. Konstruktör var Fredrik Henrik af Chapman, efter en idé av Augustin Ehrensvärd.

## Olika typer
Skärgårdsfregatten kom att tillverkas i fyra olika typer: 
- udema
- pojama
- turuma
- hemmema

En av dessa varianter hade vridbara kanoner uppställda midskepps, som första örlogsfartyg i världen.